# گرابووکا اوکازووا
گرابووکا اوکازووا (به لهستانی:  Grabówka Ukazowa) یک روستا در لهستان است که در گمینا اننوپول واقع شده‌است. گرابووکا اوکازووا ۱۹۰ نفر جمعیت دارد.